# Nicolas Mahler
Pour les articles homonymes, voir Mahler (homonymie).
Nicolas Mahler, né en 1969 à Vienne, est un scénariste et dessinateur de bandes dessinées autrichien.

## Biographie
Né en 1969 à Vienne, en Autriche, où il vit toujours, Nicolas Mahler est un dessinateur de langue allemande dont le format de prédilection est le comic strip .
Il commence à dessiner pour des journaux et des magazines en 1998. Il ouvre en 2003, avec ses confrères Rudi Klein (de) et Heinz Wolf (de), le Kabinett für Wort und Bild dans le Museumsquartier de Vienne, un lieu d'exposition destiné à promouvoir le neuvième art.
Nicolas Mahler a publié près de 30 livres, livrets et cahiers et collabore avec plusieurs magazines. Ses œuvres sont éditées en France (L’Association, L’Ampoule) en Suisse (B.ü.l.b comix) et au Québec (La Pastèque). Son travail apparaît régulièrement dans des revues comme Lapin, Galago (Suisse), Spoutnik et Strapazin.
Certaines de ses œuvres ont fait l'objet d'adaptation sous forme de films ou de pièces de théâtre. Sa série Flaschko a été adaptée en dessins animés et montrée dans plusieurs festivals de films en Europe. Elle fait aussi l’objet d’un spectacle mis en scène par Marc Feld et dont la première a eu lieu à l’Espace Jean Legendre de Compiègne en 2008 en France. La bande dessinée Kratochvil a également été adaptée en 2003 sous forme de spectacle de marionnettes pour le Figurentheater Vagabu de Bâle, à nouveau par Marc Feld. Une tournée a eu lieu en France, en Autriche et en Suisse . 

## Publications
- Lone Racer, L'Association, coll. « Mimolette », 1999.
- TNT, L'Association, coll. « Patte de mouche », 1999.
- Histoire sans titre dans le Comix 2000, L'Association, 1999, p, 1099-1106.
- Boring Bob Action Man, B.ü.L.b comix, 2000.
- Emmanuelle's last flight, L'Association, coll. « Patte de mouche », 2001.
- Lame Ryder, L'Association, coll. « Mimolette », 2001.
- Désir, La Pastèque, 2001. Prix du meilleur album humoristique aux ICOM Independent Comic Preis (de) 2002.
- In cold blood, B.ü.L.b comix, 2001.
- Kratochvil, L'Association, coll. « Côtelette », 2002.
- Planète Kratochvil, L'Association, coll. « Patte de mouche », 2002.
- Le labyrinthe de Kratochvil, La Pastèque, 2002.
- Flaschko, L'Association, coll. « Éperluette » :

1. Flaschko, 2003.
2. Flaschko 2, 2007.

- Les souffrances du jeune Frankenstein, L'Ampoule, 2003.
- Dick Boss Anthology, B.ü.L.b comix, 2002[4].
- Shitty Art Book, La Pastèque, 2003.
- Bad Job, La Pastèque, 2004.
- Série Z, L'Association, coll. « Mimolette », 2004.
- Le parc, La Pastèque, 2004.
- Le cauchemar, Bréal, 2004.
- « Sport », dans L'Abécédaire, L'Égouttoir, 2005.
- L'art selon madame Goldgruber, L'Association, coll. « Éprouvette », 2005.
- Mystery Music, L'Association, coll. « Patte de mouche », 2006.
- Poèmes, La Pastèque, 2007.
- Longueurs et retranchements, L'Association, coll. « Patte de mouche », 2007.
- L'art sans madame Goldgruber, L'Association, coll. « Éprouvette », 2008.
- Spam, L'Association, 2009. Cadeau réservé aux adhérents.
- Secret Identities, La Pastèque, 2009.
- Engelman, L'Association, coll. « Ciboulette » :

1. L'Ange déchu, 2011.

- « Sexy Sea », dans Carton, La Pastèque, 2011, p. 19-26.
- Pornographie et Suicide, L'Association, coll. « Éprouvette », 2013. (Pornografie und Selbstmord, 2010.)
- Thomas Bernhard. Maîtres anciens, L'Association, coll. « Ciboulette », 2015.
- Alice dans le Sussex, L'Association, 2018 - Sélection officielle du Festival d'Angoulême 2019[6],[7].
- Kyoto Manga, L'Association, coll. « Patte de mouche », 2021.

Il a participé à des revues telles que Lapin, Oubapo, L'Éprouvette, L'Horreur est humaine et Spoutnik.

## Exposition
- Nicolas Mahler, Bandes dessinées, Espace Jean Legendre, Compiègne, du 4 octobre au 18 décembre 2008.

## Récompenses
- 2006 :  Prix Max et Moritz de la meilleure bande dessinée de langue allemande pour Das Unbehagen[8]
- 2008 :  Prix Max et Moritz du meilleur comic strip Flaschko
- 2010 :  Prix Max et Moritz du meilleur auteur germanophone de bande dessinée, pour l'ensemble de son œuvre